# Ulises Ortegoza
Diego Ulises Ortegoza (San Nicolás de los Arroyos, 19 aprile 1997) è un calciatore argentino naturalizzato cileno, centrocampista del Talleres (C).

## Biografia
Ha origini cilene tramite la nonna paterna.

## Carriera

### Club
Ortegosa è cresciuto nel settore giovanile del Los Andes ed ha debuttato in prima squadra nel corso della stagione 2019-2020 di Primera B Metropolitana. Il 6 gennaio 2022 è stato acquistato dal Gimnasia (M) con cui ha esordito in Primera B Nacional il 13 febbraio nell'incontro perso 1-0 contro il San Martín (SJ).
Il 22 giugno del 2022 ha firmato un contratto di tre anni e mezzo con il Talleres (C). Ha debuttato con il nuovo club il 3 giorni dopo nell'incontro di Primera División perso 2-0 contro il Central Córdoba (SdE) ed il 24 settembre ha segnato la sua prima rete in massima divisione decisiva nella vittoria per 1-0 contro il River Plate.

#### Nazionale
Nel maggio 2024 viene convocato per la prima volta dal Cile, nazionale delle sue origini, venendo inserito nella lista dei pre-convocati per la Copa América. Esordisce con la massima selezione cilena il 15 ottobre del medesimo anno nella sconfitta per 4-0 contro la Colombia.

## Statistiche

### Presenze e reti nei club
Statistiche aggiornate al 16 marzo 2025.
| Stagione         | Squadra          | Campionato       | Campionato | Campionato | Coppe nazionali | Coppe nazionali | Coppe nazionali | Coppe continentali | Coppe continentali | Coppe continentali | Altre coppe | Altre coppe | Altre coppe | Totale | Totale | Totale |
| Stagione         | Squadra          | Comp             | Pres       | Reti       | Comp            | Pres            | Reti            | Comp               | Pres               | Reti               | Comp        | Pres        | Reti        | Pres   | Reti   |        |
| ---------------- | ---------------- | ---------------- | ---------- | ---------- | --------------- | --------------- | --------------- | ------------------ | ------------------ | ------------------ | ----------- | ----------- | ----------- | ------ | ------ | ------ |
| 2019-2020        | Los Andes        | PBM              | 18         | 2          | CA              | 0               | 0               | -                  | -                  | -                  | -           | -           | -           | 18     | 2      |        |
| 2021             | Los Andes        | PBM              | 27         | 5          | CA              | -               | -               | -                  | -                  | -                  | -           | -           | -           | 27     | 5      |        |
| Totale Los Andes | Totale Los Andes | Totale Los Andes | 45         | 7          |                 | 0               | 0               |                    | -                  | -                  |             | -           | -           | 45     | 7      |        |
| 2022             | Gimnasia (M)     | PBN              | 16         | 6          | CA              | 1               | 0               | -                  | -                  | -                  | -           | -           | -           | 17     | 6      |        |
| 2022             | Talleres (C)     | PD               | 21         | 1          | CA+CdL          | 3+0             | 0               | CL                 | 4                  | 0                  | -           | -           | -           | 28     | 1      |        |
| 2023             | Talleres (C)     | PD               | 15         | 0          | CA+CdL          | 3+9             | 0               | -                  | -                  | -                  | -           | -           | -           | 27     | 0      |        |
| 2024             | Talleres (C)     | PD               | 22         | 0          | CA+CdL          | 1+10            | 0               | CL                 | 7                  | 0                  | -           | -           | -           | 40     | 0      |        |
| 2025             | Talleres (C)     | PD               | 9          | 1          | CA              | 1               | 0               | CL                 | 0                  | 0                  | SI          | 1           | 0           | 11     | 1      |        |
| Totale Talleres  | Totale Talleres  | Totale Talleres  | 67         | 2          |                 | 8+19            | 0               |                    | 11                 | 0                  |             | 1           | 0           | 106    | 2      |        |
| Totale carriera  | Totale carriera  | Totale carriera  | 128        | 15         |                 | 28              | 0               |                    | 11                 | 0                  |             | 1           | 0           | 168    | 15     |        |

### Cronologia presenze e reti in nazionale
| Cronologia completa delle presenze e delle reti in nazionale ― Cile | Cronologia completa delle presenze e delle reti in nazionale ― Cile | Cronologia completa delle presenze e delle reti in nazionale ― Cile | Cronologia completa delle presenze e delle reti in nazionale ― Cile | Cronologia completa delle presenze e delle reti in nazionale ― Cile | Cronologia completa delle presenze e delle reti in nazionale ― Cile | Cronologia completa delle presenze e delle reti in nazionale ― Cile | Cronologia completa delle presenze e delle reti in nazionale ― Cile |
| Data                                                                | Città                                                               | In casa                                                             | Risultato                                                           | Ospiti                                                              | Competizione                                                        | Reti                                                                | Note                                                                |
| ------------------------------------------------------------------- | ------------------------------------------------------------------- | ------------------------------------------------------------------- | ------------------------------------------------------------------- | ------------------------------------------------------------------- | ------------------------------------------------------------------- | ------------------------------------------------------------------- | ------------------------------------------------------------------- |
| 15-10-2024                                                          | Barranquilla                                                        | Colombia                                                            | 4 – 0                                                               | Cile                                                                | Qual. Mondiali 2026                                                 | -                                                                   | 84’                                                                 |
| Totale                                                              |                                                                     | Presenze                                                            | 1                                                                   |                                                                     | Reti                                                                | 0                                                                   |                                                                     |

## Palmarès

### Club

#### Competizioni nazionali
- Supercopa Internacional: 1

Talleres: 2023